# بيلغانا بيتروفيتش
بيلغانا بيتروفيتش هي منافسة ألعاب القوى (وحملت سابقاً جنسية يوغوسلافيا)، ولدت في 28 فبراير 1961 في كرالييفو في صربيا.

## وصلات خارجية
- بيلغانا بيتروفيتش على موقع الاتحاد الدولي لألعاب القوى (الإنجليزية)
- بيلغانا بيتروفيتش على موقع أوليمبيديا (الإنجليزية)